# ゲルラッハ兄弟

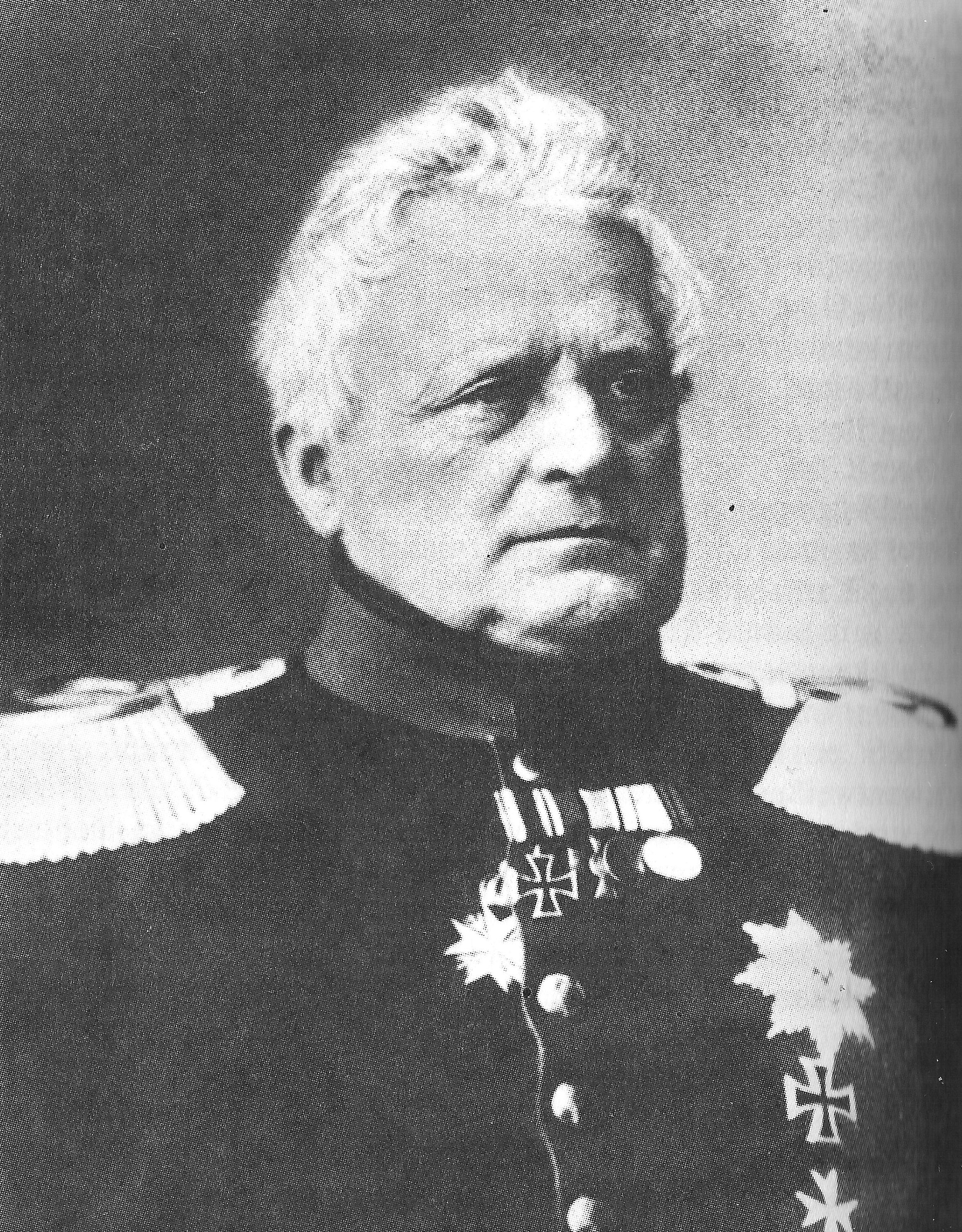
ルートヴィヒ・フリードリヒ・レオポルト・フォン・ゲルラッハ

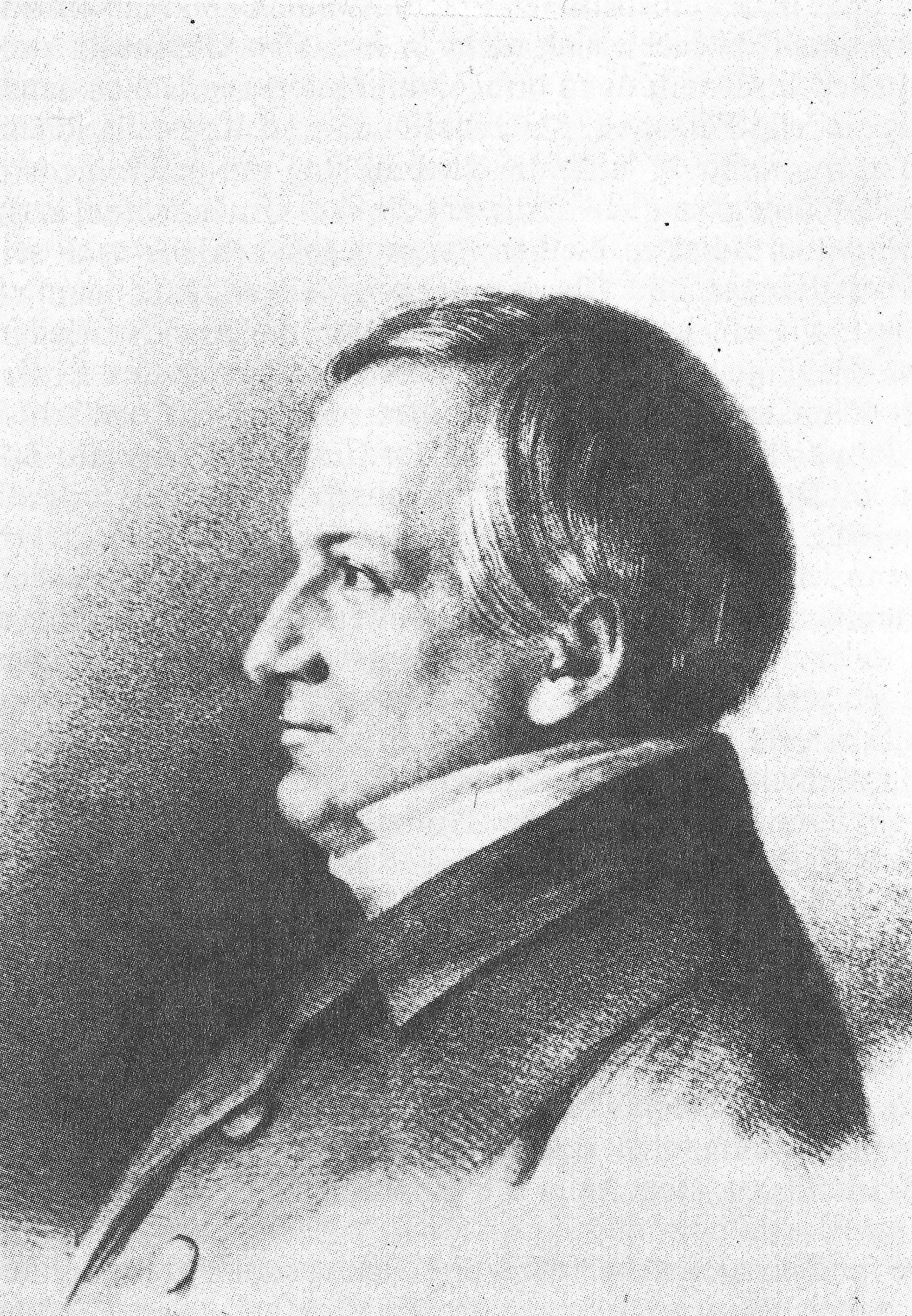
エルンスト・ルートヴィヒ・フォン・ゲルラッハ

ゲルラッハ兄弟（ゲルラッハきょうだい、ドイツ語: Gebrüder Gerlach）とは、19世紀プロイセン王国の政治家・軍人ルートヴィヒ・フリードリヒ・レオポルト・フォン・ゲルラッハおよび判事・政治家エルンスト・ルートヴィヒ・フォン・ゲルラッハの兄弟。
父はベルリン市長カール・フリードリヒ・レオポルト・フォン・ゲルラッハ（1757年8月25日 - 1813年6月8日) 。
兄にヴィルヘルム・フォン・ゲルラッハ（Wilhelm von Gerlach、1789年 - 1834年）、弟に神学者オットー・フォン・ゲルラッハ（1801年4月12日 - 1849年10月24日）がいるが、レオポルトとルートヴィヒのドイツ政治史的重要性から一般にこの二人を指す。

## レオポルト・フォン・ゲルラッハ
兄のレオポルト・フォン・ゲルラッハ（Ludwig Friedrich Leopold von Gerlach、1790年9月17日 - 1861年1月10日）はプロイセン王フリードリヒ・ヴィルヘルム4世副官となり、またオットー・フォン・ビスマルクを補佐した。
弟のルートヴィヒとキリスト教ドイツ人サークルを形成し、スイスの政治学者カール・ルートヴィヒ・ハラーの家産国家論（Patrimonialstaat)の普及に努めた。

## ルートヴィヒ・フォン・ゲルラッハ
弟のルートヴィヒ・フォン・ゲルラッハ（Ernst Ludwig von Gerlach、1795年3月7日 – 1877年2月18日）はレオポルトとキリスト教ドイツの政治運動に参加したが、ビスマルクによるドイツ統一運動には反対した。

## 文献
- Hans-Joachim Schoeps Deutsche Biographie, 1964年 pp. 294-296.
- Biography